# Michał Musielak
Michał Jan Musielak (ur. 1949 w Wągrowcu) – historyk, bioetyk, badacz problematyki eugeniki i dziejów filozofii medycyny w Polsce, uczeń Julii Zabłockiej i Antoniego Czubińskiego, profesor nauk medycznych, w latach 2016–2020 prorektor Uniwersytetu Medycznego im. Karola Marcinkowskiego w Poznaniu ds. organizacji, promocji i współpracy z regionem, wiceprezes Poznańskiego Towarzystwa Przyjaciół Nauk. 

## Edukacja, stopnie i tytuły naukowe
- 1967 – absolwent Liceum Ogólnokształcącego im. Janka z Czarnkowa w Czarnkowie;
- 1972 – absolwent Wydziału Filozoficzno-Historycznego Uniwersytetu im. Adama Mickiewicza w Poznaniu - promotor Julia Zabłocka;
- 1980 – doktor nauk humanistycznych w Instytucie Historii Uniwersytetu im. Adama Mickiewicza w Poznaniu - promotor dysertacji (Działalność Polskiego Związku Zachodniego w latach 1944-1950) - Antoni Czubiński[1];
- 1990 – absolwent studiów podyplomowych z socjologii na Wydziale Filozofii i Socjologii Uniwersytetu Warszawskiego;
- absolwent studiów podyplomowych w zakresie nauk społecznych na Uniwersytecie Kijowskim[2];
- 1997 – doktor habilitowany nauk humanistycznych w Instytucie Historii Uniwersytetu im. Adama Mickiewicza w Poznaniu - opiekun rozprawy (Nazizm w interpretacjach polskiej myśli politycznej okresu międzywojennego) - Antoni Czubiński[3];
- 2000 – profesor nadzwyczajny Uniwersytetu Medycznego w Poznaniu;
- 2008 – tytuł naukowy profesora nauk medycznych[4][5];
- 2010 – profesor zwyczajny.

## Pełnione funkcje
- 1998-2020 – kierownik Katedry Nauk Społecznych (od 2018 Katedry Nauk Społecznych i Humanistycznych) Akademii Medycznej im. K. Marcinkowskiego w Poznaniu (obecnie Uniwersytetu Medycznego im. Karola Marcinkowskiego w Poznaniu)[6]
- 2005-2018 – p.o kierownik Zakładu Filozofii Medycyny i Bioetyki Katedry Nauk Społecznych Uniwersytetu Medycznego im. Karola Marcinkowskiego w Poznaniu[6];
- 2005-2012 – prodziekan do spraw studenckich Wydziału Nauk o Zdrowiu Uniwersytetu Medycznego im. Karola Marcinkowskiego w Poznaniu;
- 2008-2020 – członek Senatu Uniwersytetu Medycznego im. Karola Marcinkowskiego w Poznaniu[7];
- 2016-2020 – prorektor Uniwersytetu Medycznego im. Karola Marcinkowskiego w Poznaniu ds. organizacji, promocji i współpracy z regionem[8];
- od 2016 – przewodniczący Rady Społecznej Uniwersyteckiego Szpitala Klinicznego w Poznaniu;
- członek Senackiej Komisji ds. Dydaktyki Uniwersytetu Medycznego im. Karola Marcinkowskiego w Poznaniu[9]
- członek Senackiej Komisji ds. Nauki Uniwersytetu Medycznego im. Karola Marcinkowskiego w Poznaniu[9];
- członek Rady Naukowej Instytutu Historii Nauki PAN im. Ludwika i Aleksandra Birkenmajerów w Warszawie (kadencja 2019-2022)[10];
- przewodniczący Komisji Historii i Filozofii Medycyny Wydziału IV Nauk Medycznych Poznańskiego Towarzystwa Przyjaciół Nauk;
- wiceprezes Poznańskiego Towarzystwa Przyjaciół Nauk (kadencja 2023-2026)[11].

## Zainteresowania naukowe
Zajmuje się problematyką z zakresu historii myśli społeczno-politycznej, bioetyki i filozofii medycyny, w szczególności zaś zjawiskami patologii w dziejach ochrony zdrowia, skutkami i konsekwencjami społeczno-kulturowymi rozwoju biomedycyny oraz dziejami polskiej szkoły filozofii medycyny.

## Publikacje
Autor ponad 200 publikacji, w tym autor lub współautor 33 książek, m.in.:
- Uniwersytet Medyczny im. Karola Marcinkowskiego w Poznaniu w latach 1919–2024. Historia i luminarze nauki, Wydawnictwo Naukowe Uniwersytetu Medycznego w Poznaniu, Poznań 2024.
- Profesor Adam Wrzosek (1875–1965) – historyk i filozof medycyny. Zarys biografii intelektualnej, Wydawnictwo Naukowe Uniwersytetu Medycznego w Poznaniu, Poznań 2022.
- Polski Wydział Lekarski w Edynburgu (1941–1949) — miejsce edukacji poznańskich lekarzy. Historia, tradycja, współczesność, (współautorzy: B. Męczekalski, E. Sumelka, M. Długołęcka‑Graham), Wydawnictwo Naukowe Uniwersytetu Medycznego w Poznaniu, Poznań 2020.
- Uniwersytet Medyczny im. Karola Marcinkowskiego w Poznaniu w latach 1950–2019. Historia i luminarze nauki, redakcja, Wydawnictwo Naukowe UAM, Poznań 2019.
- Fenomen cierpienia, redakcja (wraz z S. Coftą i A. Grzegorczyk), Wydawnictwo Naukowe UAM, Poznań 2019.
- Doktor Kazimierz Filip Wize (1873–1953). Zarys biografii intelektualnej, redakcja i współautorstwo, Wydawnictwo Naukowe Uniwersytetu Medycznego w Poznaniu, Poznań 2017.
- Medycyna w cieniu nazizmu, redakcja (wraz z K. Głodowską) i współautorstwo, Wydawnictwo Naukowe Uniwersytetu Medycznego w Poznaniu, Poznań 2015.
- Wydział Nauk o Zdrowiu Uniwersytetu Medycznego im. Karola Marcinkowskiego w Poznaniu w latach 1975-2015. Czterdzieści lat w służbie uniwersyteckich nauk medycznych, redakcja (wraz z W. Samborskim) i współautorstwo, Wydawnictwo Naukowe Uniwersytetu Medycznego w Poznaniu, Poznań 2015.
- Opieka pielęgniarska w czasach nazizmu. Wybrane problemy i kazusy, redakcja (wraz z K. Głodowską) i współautorstwo, Wydawnictwo Nauka i Innowacje, Poznań 2014.
- Zdrowie i choroba w ujęciu interdyscyplinarnym, redakcja (wraz z K. Prętkim) (jako 6 tom „Kontekstów społeczno-kulturowych zdrowia i medycyny”), Wydawnictwo Naukowe Uniwersytetu Medycznego w Poznaniu, Poznań 2013.
- Eugenika - aspekty społeczne i etyczne, redakcja (wraz z K. Prętkim) i współautorstwo (jako 5 tom „Kontekstów społeczno-kulturowych zdrowia i medycyny”), Wydawnictwo Naukowe Uniwersytetu Medycznego w Poznaniu, Poznań 2013.
- Heliodor Święcicki (1854-1923), Wydawnictwo Naukowe UAM, Poznań 2013.
- Polské filosofické myšlení a medicína, redakcja (wraz z J. Zamojskim, M. Petrů i L. Vladyková), Equilibria, Ostrava - Košice 2012.
- Filozofia medycyny w Czechach i na Słowacji, redakcja (wraz z  M. Petrů, J. Zamojskim, J. Kuře), Wydawnictwo Naukowe Uniwersytetu Medycznego im. K. Marcinkowskiego w Poznaniu, Poznań 2012.
- Album 20-lecia Wydziału Lekarskiego II Uniwersytetu Medycznego im. Karola Marcinkowskiego w Poznaniu, redakcja (wraz z A. Tykarskim i B. Miśkowiakiem), Wydawnictwo Naukowe Uniwersytetu Medycznego im. K. Marcinkowskiego w Poznaniu, Poznań 2012.
- Pflege im Schatten des Nationalsozialismus Ausgewahlte Probleme und Falle, redakcja (wraz z K. B. Głodowską) i współautorstwo, Wydawnictwo Poznańskie, Poznań 2011.
- Facing Health Inequalities. A European Perspective, redakcja (wraz z J. Domaradzkim i E. Wierzejską), Wydawnictwo Naukowe Uniwersytetu Medycznego w Poznaniu, Poznań 2011.
- Polska szkoła filozofii medycyny. Przedstawiciele i wybrane teksty źródłowe, redakcja (wraz z J. Zamojskim) i współautorstwo, Wydawnictwo Naukowe Uniwersytetu Medycznego im. K. Marcinkowskiego w Poznaniu, Poznań 2010.
- Rozwój i osiągnięcia Wydziału Nauk o Zdrowiu Uniwersytetu Medycznego im. Karola Marcinkowskiego w latach 2005-2010, redakcja (wraz z W. Samborskim) i współautorstwo, Wydawnictwo Naukowe Uniwersytetu Medycznego w Poznaniu, Poznań 2010.
- Heliodor Święcicki w 90. rocznicę powstania Uniwersytetu Poznańskiego, redakcja i współautorstwo, Wydawnictwo Naukowe Uniwersytetu Medycznego w Poznaniu, Poznań 2009.
- Wybrane aspekty sterylizacji ludzi ze względów eugenicznych, medycznych i społecznych, redakcja i współautorstwo (jako 4 tom „Kontekstów społeczno-kulturowych zdrowia i medycyny”), Wydawnictwo Naukowe Uniwersytetu Medycznego w Poznaniu, Poznań 2009.
- Male Health. Contemporary Issues, redakcja (wraz z J. Domaradzkim i D. Hędzelek) i współautorstwo, Wydawnictwo Naukowe Uniwersytetu Medycznego w Poznaniu, Poznań 2009.
- Sterylizacja ludzi ze względów eugenicznych w Stanach Zjednoczonych, Niemczech i w Polsce (1899-1945), Wydawnictwo Poznańskie, Poznań 2008.
- The Many Faces sof Being Old. Health and Socio-cultural Aspects of Ageing, redakcja i współautorstwo, Wydawnictwo Naukowe Akademii Medycznej im. Karola Marcinkowskiego, Poznań 2006.
- Między filozofią a bioetyką. Konsekwencje społeczno-etyczne rozwoju biomedycyny, redakcja i współautorstwo, Wydawnictwo Naukowe Akademii Medycznej im. Karola Marcinkowskiego, Poznań 2005.
- Wybrane aspekty problematyki pomocy społecznej, redakcja i współautorstwo, Wydawnictwo Naukowe Akademii Medycznej im. Karola Marcinkowskiego, Poznań 2005.
- Wydział Nauk o Zdrowiu Akademii Medycznej im. Karola Marcinkowskiego w Poznaniu w latach 1975-2005, redakcja i współautorstwo, Wydawnictwo Naukowe Akademii Medycznej im. Karola Marcinkowskiego, Poznań 2005.
- Kasy chorych w Wielkopolsce: przeszłość i teraźniejszość, Wydawnictwo Naukowe Akademii Medycznej im. Karola Marcinkowskiego, Poznań 2003.
- Adam Wrzosek. Życie i działalność, (współautor Z. Maćkowiak), Wydawnictwo Poznańskie, Poznań 2000.
- Konteksty społeczno-kulturowe zdrowia i medycyny, t. 1, redakcja i współautorstwo, Wydawnictwo Naukowe Akademii Medycznej im. Karola Marcinkowskiego, Poznań 2000.
- Nazizm w interpretacjach polskiej myśli politycznej okresu międzywojennego, Wydawnictwo Poznańskie, Poznań 1997.
- Polski Związek Zachodni 1944-1950, Państwowe Wydawnictwo Naukowe, Warszawa 1986.
- Polski Związek Zachodni w Wielkopolsce w latach 1921-1950, Krajowa Agencja Wydawnicza RSW Prasa-Książka-Ruch, Warszawa 1985.

## Księga Jubileuszowa
- Między historią, bioetyką i medycyną. Księga Jubileuszowa z okazji 70-lecia urodzin prof. dr. hab. Michała Musielaka, pod redakcją Krzysztofa Prętkiego, Adama Czabańskiego, Ewy Baum i Katarzyny B. Głodowskiej, Wydawnictwo Naukowe Uniwersytetu Medycznego im. K. Marcinkowskiego w Poznaniu, Poznań 2019.

## Odznaczenia
- Krzyż Kawalerski Orderu Odrodzenia Polski (2017)[12].
- Złoty Krzyż Zasługi (2005)[13].

## Członkostwo w towarzystwach naukowych
- Polskie Towarzystwa Bioetyczne
- Poznańskie Towarzystwo Przyjaciół Nauk (Wydział II Historii i Nauk Społecznych oraz Wydział IV Nauk Medycznych)[14]

## Udział w radach redakcyjnych czasopism naukowych
- członek redakcji czasopisma naukowego „Nowiny Lekarskie”
- członek redakcji czasopisma naukowego „Polski Przegląd Nauk o Zdrowiu”
- członek redakcji czasopisma naukowego „Farmacja Współczesna”
- przewodniczący rady naukowej czasopisma „Poznańskie Zeszyty Humanistyczne”[15].

## Grant Wyszehradzki
26 maja 2011 otrzymał wraz z m.in. Janem Zamojskim międzynarodowy grant na realizację projektu pt. „Philosophy of Medicine in the Czech Republic, Slovakia and Poland”, finansowany przez Międzynarodowy Fundusz Wyszehradzki, który jest realizowany przez pracowników naukowych Katedry Nauk Społecznych Uniwersytetu Medycznego im. K. Marcinkowskiego w Poznaniu oraz Uniwersytetu Ostrawskiego i Uniwersytetu Pavla Jozefa Šafárika w Koszycach. Efektem tej współpracy międzynarodowej było opublikowanie dwóch monografii naukowych: „Filozofia medycyny w Czechach i na Słowacji” (wydanej w Polsce) i „Polské filosofické myšlení a medicína” (opublikowanej w Czechach i na Słowacji).